# Béla Blum
Béla Pál Blum (* 30. Juni 1891 in Budapest; † 6. November 1957) war ein ungarischer Ruderer.

## Sport
Béla Blum begann Anfang der 1920er Jahre mit dem Rudern für den Pannónia Evezős Egylet und wurde zwischen 1922 und 1931 sechsfacher ungarischer Meister. Bei den Europameisterschaften 1925 gewann er mit Zoltán Török, Sándor Hautzinger, Lajos Wick und Steuermann Károly Koch die Silbermedaille im Vierer mit Steuermann. Bei den Olympischen Sommerspielen 1928 bildete er mit Zoltán Török, Sándor Hautzinger, László Bartók und Steuermann Béla Zoltán das ungarische Boot in der Vierer mit Steuermann-Regatta. Die Ungarn schieden im Hoffnungslauf der 2. Runde vorzeitig aus. 1931 gewann Blum bei den Europameisterschaften in Paris mit dem Ungarn-Achter die Bronzemedaille. Nach dem Zweiten Weltkrieg war er unter dem Namen Béla Bólya als Schauspieler bei der Staatsoper in Budapest tätig.